# Совенко Антон Сергійович
Антон Сергійович Совенко — лейтенант Збройних сил України, учасник російсько-української війни, що відзначився під час російського вторгнення в Україну в 2022 році.

## Життєпис
Антон Совенко народився в місті Кобеляки на Полтавщині. Відвідував Кобеляцьку станцію юних туристів та школу боксу імені Георгія Побідоносця в рідному місті. Після закінчення загальноосвітньої школи навчався на факультеті підготовки спеціалістів матеріально-технічного забезпечення Військової академії (м. Одеса). Два роки поспіль в 2019—2022 роках ставав найкращим іноземним кадетом британської Королівської військової академії в Сандгерсті, одержав «Міжнародну премію за найкращі результати у військовій академічній та практичній підготовці». Він одержав особливу відзнаку — іменну ювелірну шаблю найкращого закордонного випускника Королівської академії сухопутних військ Великої Британії в Сандгерсті. Також міністр оборони України Андрій Таран за відмінні показники у навчанні, старанність, розумну ініціативу, зразкове виконання військового обов'язку, вірність Військовій присязі, самовіддане служіння українському народу та у зв'язку із успішним закінченням Королівської академії сухопутних військ Великої Британії у квітні 2020 року нагородив Антона Совенка відзнакою Міноборони України — нагрудним знаком «За зразкову службу». Після повернення на навчання до Одеси курсантові довелось доскладати 30 навчальних дисциплін.

## Нагороди
- орден Богдана Хмельницького III ступеня (2022) — за особисту мужність і самовіддані дії, виявлені у захисті державного суверенітету та територіальної цілісності України, вірність військовій присязі[7].